# La terrassa (Vayreda)
La terrassa és una obra pictòrica del segle xix, realitzada pel pintor català Joaquim Vayreda (1843 – 1894) i conservada al Museu Nacional d'Art de Catalunya. L'obra, datada el 1891, és un oli sobre tela, amb unes dimensions de 62,5 x 115,5 cm. La pintura, catalogada dins el tema «gènere i societat», va ser donada al museu per la vídua i els fills de l'artista, l'11 d'octubre de 1921.
El 1983, l'obra es va mostrar a l'exposició Pintores Españoles de la Luz, organitzada pel Banco de Bilbao, a Madrid.

## Descripció
La tela està pintada a la terrassa de la casa pairal olotina del mateix Vayreda. Darrera la barana de pedra, es veu la silueta característica de les cases del carrer de Mulleres. Recolzada a la barana hi ha una figura femenina. A damunt d'una catifa, una nena juga. Altres elements són uns tarongers —o llimoners— en unes bótes; uns testos amb plantes i, a la dreta de la tela, un balancí buit.
L'estil de la pintura és proper al francès, igual que la majoria de l'obra del pintor, i també a l'impressionisme, la qual cosa s'explica per les estades de l'artista a París. Els últims anys de la seva vida, Vayreda, va pintar escenes de la vida quotidiana, cada vegada més de moda a França. La terrassa recorda, a més, algunes pintures de Ramón Casas o de Santiago Rusiñol, o també de Mas i Fontdevila o de Joan Llimona, i recull la influència de l'arribada de la fi de segle.